# Nalujjea, Terebovlea
Nalujjea (în ucraineană Налужжя) este un sat în comuna Strusiv din raionul Terebovlea, regiunea Ternopil, Ucraina.

## Demografie
Componența lingvistică a localității Nalujjea
     Ucraineană (100%)
Conform recensământului din 2001, toată populația localității Nalujjea era vorbitoare de ucraineană (100%).